# Magoster
Magoster is een dorp en een gewezen gemeente in de Belgische gemeente Rendeux (provincie Luxemburg). Eind 2008 woonden er 92 personen.

## Geografie
Magoster is gelegen op een hoogte van 310 à 400 m. Het is een dorp aan de voet van de noorderhelling van de Ardennen; op de hoogste punten kijkt men 25 kilometer ver uit over de volledige Famenne-depressie tot aan de Condroz (meer bepaald de heuvelrug van Pessoux). Bij windstilte kan men de stoomwolken van de elektriciteitscentrale van Chooz zien op 45 km afstand.
Er zijn twee benoemde waterlopen: de Lisbelle (in het Frans ook L'Isbelle; in het Nederlands dan de Isbelle), een bijriviertje van de Ourthe en de Ri Nahai. Tussen de huizen in het kleine centrum van het dorp loopt nog een onbenoemde waterloop, die net zoals de Ri Nahai uitmondt in de Isbelle en ook ongeveer 1100m lang is.
De N885 (Amonines - Beausaint) is de enige grote weg die over het grondgebied loopt. 

## Geschiedenis
Op alle kaarten die ouder zijn dan de Kabinetskaart van de Ferraris (1771-1778) wordt Magoster afgebeeld op de plaats van het kleine gehucht Martinster (2 huizen) en omgekeerd. Toen de geniesoldaten van de Ferraris voor het eerst een kaart maakten aan de hand van echte opmetingen op het terrein, waren de huizen van Martinster al verdwenen. De plaatsnaam Martinster komt sindsdien enkel nog voor op de kadasterplannen van Beffe en Amonines.
In 1823 werden de toen groothertogelijke gemeenten Beffe, Magoster en Trinal samengevoegd en vormden ze de gemeente Beffe (tot aan de fusies van Belgische gemeenten in 1977). Het primitieve kadastrale verzamelplan van (Groot-)Beffe (1826, gereviseerd in 1841) deelde de gemeente wel in drie secties in, telkens rond de drie gewezen dorpskernen. Zoals voorgeschreven gebeurde dit met de klok mee op het verzamelplan: sectie A heette Trinal, sectie B was Magoster en sectie C was Beffe. Het is waarschijnlijk dat de grenzen van die drie kadastrale secties overeenstemmen met de grenzen van die drie opgeheven gemeenten.
De gemeente Magoster (1795-1823) grensde dus (met de klok mee) aan de gemeenten Soy, Amonines, Dochamps, Marcourt en Beffe (daar voornamelijk volgens de bedding van de waterlopen Lisbelle en Ri Nahai) en volgens die sectiegrenzen waarschijnlijk ook voor ongeveer 500m aan de gemeente Trinal.
Het dorp was steeds te klein voor een eigen kerkgebouw; er werd ten minste tot 1795 uitsluitend naar de parochiekerk van Soy gegaan voor huwelijken, dopen en begrafenissen. Er was dan ook nooit een eigen begraafplaats. De kerk van Soy was een uur te voet lopen; terwijl drie andere kerken die veel dichterbij lagen (Beffe; Devantave en Amonines). Eventueel was het toegelaten de gewone missen bij te wonen in Amonines, een hulpparochie van Soy, maar voor een huwelijk daar was de uitdrukkelijke toestemming van de pastoor van Soy vereist.
Magoster behoorde tot 1795 tot de heerlijkheid Soy (samen met het dorp Soy en de gehuchten Mélines, Wy en het verdwenen Martinster. In de 16de eeuw behoorden daar ook Grandhan, Petithan en Somme-Leuze toe). 
Het viel ook onder de parochie Soy, opnieuw samen met Soy, Mélines, Wy en Martinster maar ook met Amonines en Forge-à-la-Plez.
De kasteelheer, de gevangenis, bestuur en rechtspraak, de galg, de parochiekerk, de kapel van St-Rochus uit de periode van de pest: voor de boswerkers van Magoster was enkel Soy van belang.
In 1766 woonden er 9 koppels en 2 weduwnaars in 10 huizen. Er waren 12 kinderen boven en 25 kinderen beneden de 15 jaar. Alle mannen waren arbeiders, behalve één schaapherder.
In de 16de eeuw waren er amper enkele huizen: 2 in 1501, 1 in 1526 en 2 in 1531. Ter vergelijking: in diezelfde jaren waren er 12 à 13 in Soy; 4 à 8 in Melines, 2 à 3 in Wy en 1 à 2 in Martinster.
In 1900 werd er een achthoekige kapel opgericht toegewijd aan Onze-Lieve-Vrouw van Lourdes.

## Geologie
Op de "Grand chemin de Soy à Laroche" (benaming op het kadasterplan) en in een de aanpalende weide en bosje ten noorden van Prés-Brondé is de geologische breuklijn van Magoster ("Faille de Magoster") duidelijk zichtbaar.
Door het aanzienlijke hoogteverschil tussen het oostelijke en het westelijke uiteinde van Magoster en omdat het dwars gelegen is op de grens van de verschillende geologische formaties in de regio, komen in Magoster vijf verschillende formaties voor en dus evenveel verschillende ondergronden, elk met typische gesteenten. Van oost (hoogst) naar west (laagst) zijn dit de benamingen: formatie van Mirwart, van Villé, van La Roche, van Pesche-Vireux en van Chooz.
Typisch voor de formatie van Chooz is de rood-paarse kleur van de bodem.
Er zijn geen commerciële steengroeves gekend; op twee plaatsen in het noordoosten zijn er sporen van uitgravingen.

## Toponymie
Alle Waalse plaatsnamen met "-ster" wijzen op een door mensen ontbost gebied. In Vlaanderen wordt dit aangeduid met "-rode" (Gruitrode) en in Nederland met "-roy" (Stramproy) of "-rade" (Hobbelrade). Het gedeelte voor de "-ster" verwijst dan naar een lokaal kenmerk of naar een persoonsnaam. Er bestaat in de gemeente Stoumont, 40 km verder, een gelijkaardige plaatsnaam Mahoster. Er bestaan allerlei mogelijke verklaringen voor het gedeelte "Mago-", in de zin van een Frankische of Keltische voornaam.
De straatnamen van Magoster verwijzen meestal naar de plaats waar ze naartoe leiden: "rue de Wy" en "route d'Amonines" naar de nabijgelegen dorpen en de "rue du Bois de Tave" en "Grand Champs" respectievelijk naar het bos en naar die weides met die naam. De "rue de Belle-Vue" verwijst naar het uitzicht dat men heeft over de Ourthevallei. De naam van een straat "Prés-Brondé" kwam in 1826 al voor als kadastrale plaatsnaam. Een verklaring voor het tweede deel ontbreekt (een "pré" is een weiland of hooiland in het Frans).
In tegenstelling tot zeer veel andere Waalse dorpen is er geen overdracht geweest van de dorpsnaam naar een familienaam. Er bestaan geen personen die (De) Magoster als familienaam dragen. In gepubliceerde archieven komt de naam één enkele keer voor (1611).

## Fauna en Flora
Ree, hert, everzwijn, das en vos komen er veelvuldig voor. Op de Isbelle woont een beverfamilie. Magoster ligt onder de belangrijkste Europese trekroute van de Scandinavische kraanvogels richting Middellandse Zee. Tienduizenden vliegen er dan dag en nacht voorbij onder onophoudelijk getrompetter.
Haagbeuk en meidoorn zijn de meest voorkomende struiken. Meerdere alleenstaande zomereiken zijn beschermd als merkwaardige boom van Wallonië.

## Toerisme
Magoster is gelegen in een toeristische zone die als "Entre Ourthe et Aisne" wordt aangeduid. Behalve het landschap zijn er geen toeristische trekpleisters. De reeds genoemde weg "Grand chemin de Soy à Laroche" is ontstaan op de waterkering tussen de bekkens van die twee rivieren. Men kijkt er dus tegelijkertijd uit op de grote valleien gevormd door die twee rivieren.
Er komen twee kleine, drukbebouwde recreatiegebieden voor op het gewestplan: Prés-Brondé en Belle-Vue, elk met een 25-tal chalets en vakantiehuizen. Ook in het woongebied zijn er tal van tweede verblijven of toeristisch verhuurde woningen.

## Landbouw en Economie
Er zijn geen akkers aanwezig, op een zeldzame aanplanting voor eigen gebruik na. Zoals overal op de Ardeense bodem komen er veel naaldboomaanplantingen voor. Verder zijn er enkel weilanden en hooilanden. Koeien en schapen zijn de enige aanwezige grazers. Er is nog één werkende éénmansboerderij. In het centrum van het dorp bevinden zich een zestal boerderijgebouwen die enkel nog als (vakantie)woning in gebruik zijn.
Er is geen enkele lokale tewerkstelling.
Het noorden van Magoster is gekend als een zogenaamde "witte zone": er is maar één bruikbare GSM-operator (enkel met 2G) en het internet komt er aan over ouderwetse kabels. Het Waalse gewest is bereid om financieel tussenbeide te komen om de witte zones weg te werken: in de praktijk voorziet men dan internet over een 4G-netwerk en waar dat technisch mogelijk is, zijn dergelijke zones op andere plaatsen reeds weggewerkt.